# Calzoncillo

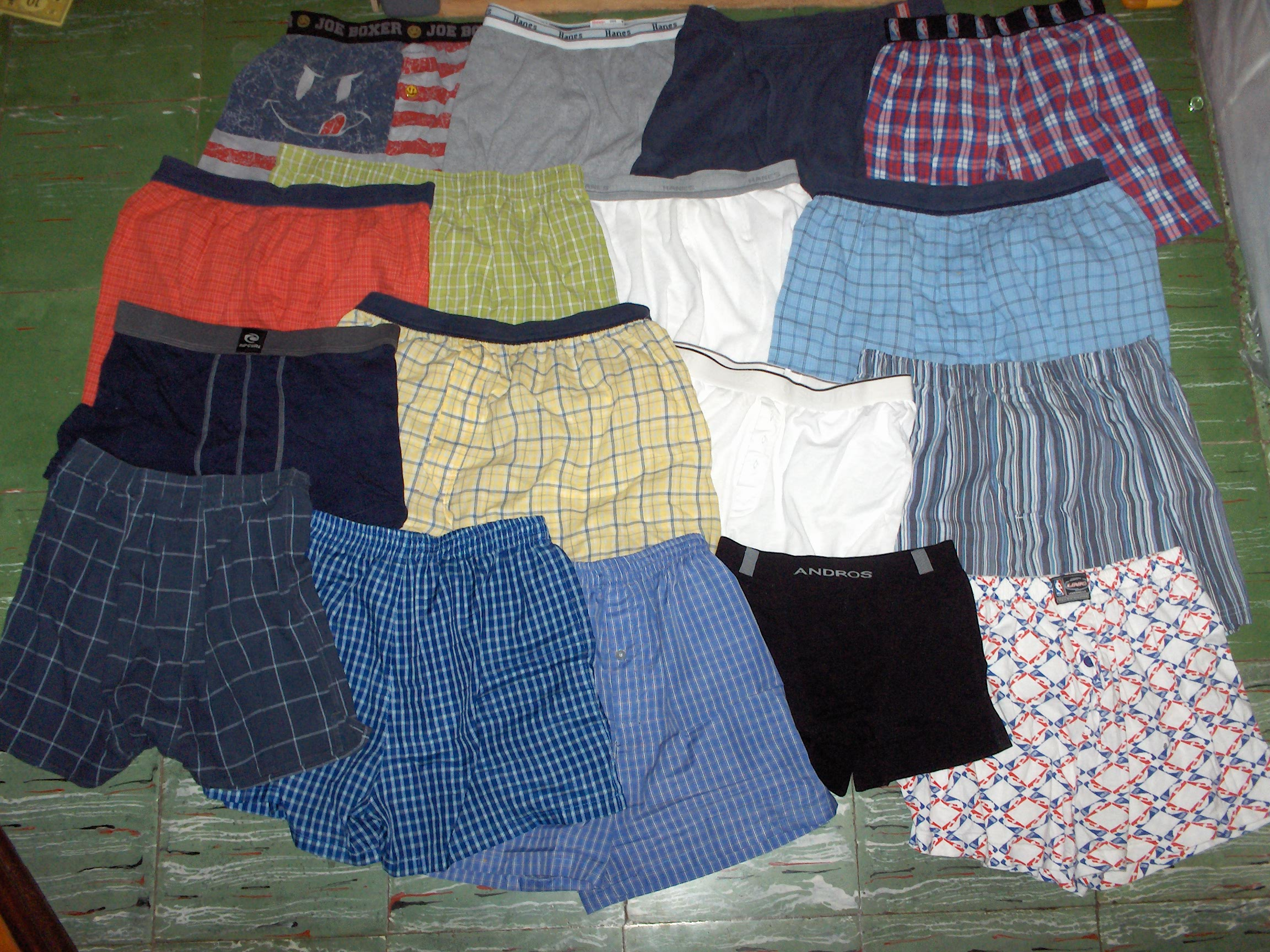
Calzoncillos.

El calzoncillo, (o en su plural, calzoncillos) también llamado calzón, bombacho o interior es una prenda de ropa interior masculina que cubre desde la cintura hasta el nacimiento de los muslos. En algunos casos las perneras cubren hasta más abajo. Se utilizan para proteger la zona genital (pene y testículos) del contacto continuo con la ropa exterior, que suele ser más áspera.
Su nombre proviene de las antiguas calzas, que cubrían de la cintura a las puntas de los pies. De estas calzas han derivado los nombres de muchas de las prendas que se utilizan de cintura abajo: calcetines, medias (calzas), calzones, calzado y otras.

## Tipos de calzoncillos

### Bóxer clásico

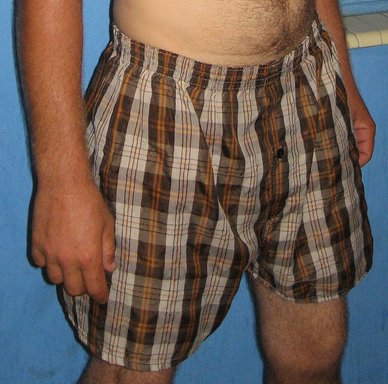
Apariencia calzoncillo corto(brief) tradicional.

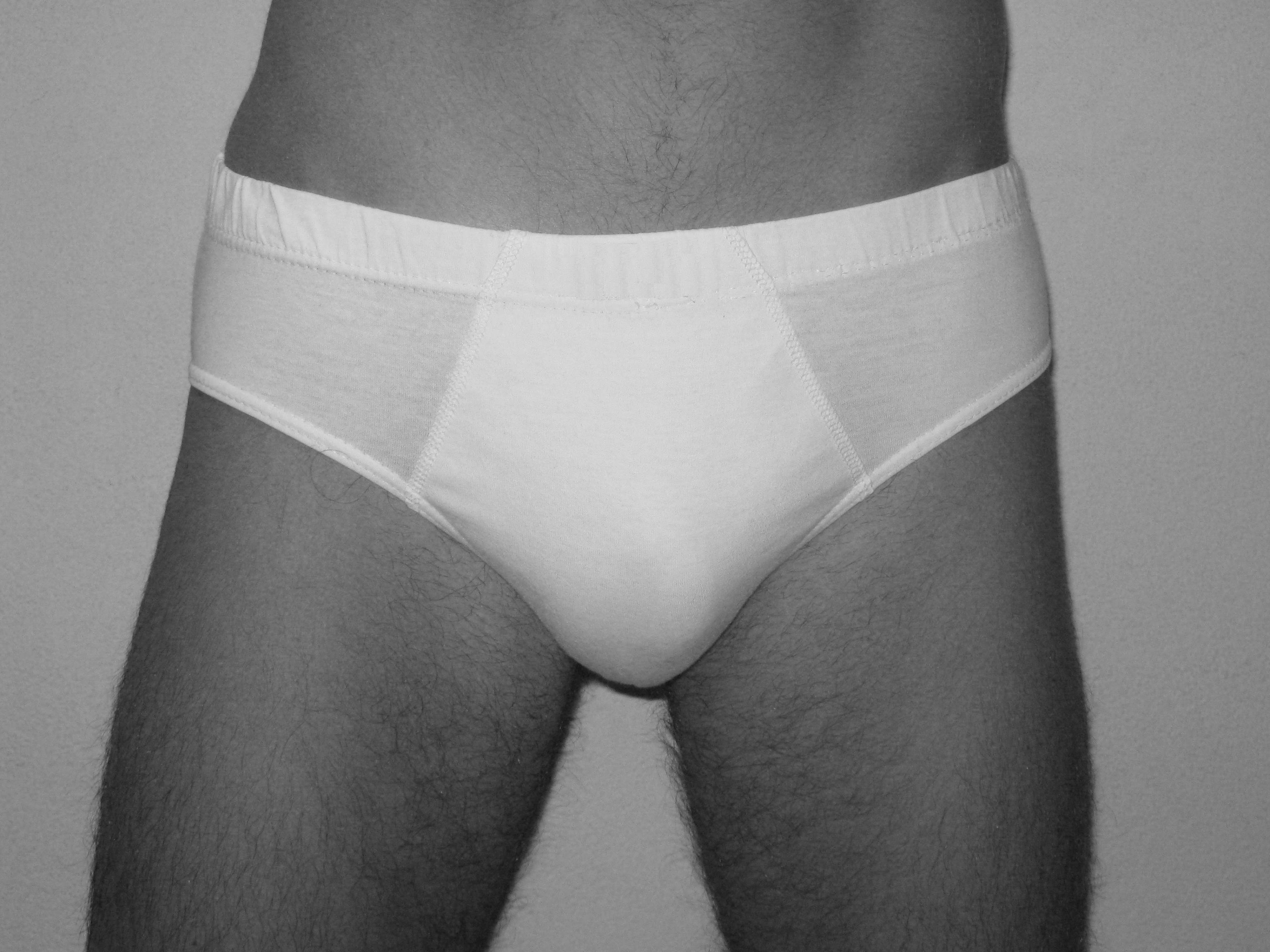
Slip.

Tipo de pantalón corto, como el de los boxeadores, de ahí su nombre. Los boxers son holgados o pegados al cuerpo y más tradicionales que el slip. La mayoría de los boxers tienen una bragueta, la apertura que permite sacar el pene sin quitarse la ropa. Los fabricantes de los boxers tienen diferentes métodos de cerrar la bragueta: broches de metal, botones (en el caso de los holgados), velcro e incluso cierres en algunos casos. Sin embargo, muchos boxers en el mercado no necesitan un mecanismo de cierre, ya que el corte de la tela se diseña para solaparse lo suficiente para cubrir la bragueta por completo estos cortes facilitan sacar el pene para orinar.

### Slip
El slip es un calzoncillo ajustado, sin perneras, reteniendo a los órganos genitales en una posición fija. Esto lo hace ideal para actividades deportivas o para aquellos que quieren un soporte que los bóxers no proporcionan.

### Bóxer ajustado
El bóxer ajustado es una prenda interior parecida al tradicional, pero más apretados. Así se amoldan al cuerpo para una mayor comodidad. Algunos de ellos tienen un largo corte en la tela que sirve a modo de bragueta (imagen de la derecha). Los hay de dos tipos: uno con perneras largas y otros cortas. A estos últimos se les conocen como "minibóxers". A diferencia del slip, este es conocido en países como Venezuela con el nombre coloquial de interior manga larga.

### Calzoncillo largo
El calzoncillo largo es similar a las antiguas calzas, va de la cintura a los tobillos y se ajustan por completo a la pierna. La tela suele ser algodón, algodón-poliéster, o franela. Se usa para combatir el frío. Algunos estilos de calzoncillo largo, llamados térmicos, vienen con dos capas de tela. El calzoncillo largo proviene del antiguo Union Suit, que era una prenda interior enteriza que cubría de los hombros a los tobillos.

### Suspensorio

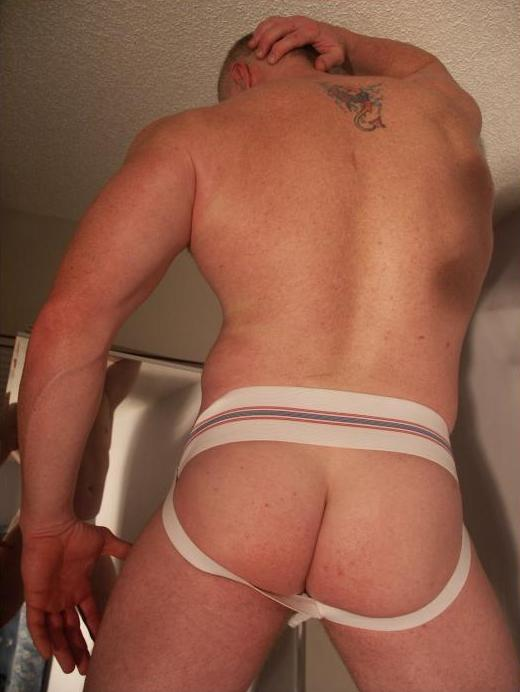
Vista trasera de un modelo usando suspensorio.

Un suspensorio o suspensor es una prenda interior diseñada para proteger los testículos durante una actividad vigorosa o deportiva. Un suspensorio típico consiste en una banda elastizada en la cintura con una bolsa de soporte para los genitales y dos tiras, que van desde la base de la bolsa una hacia el lado izquierdo y la otra al derecho..

### Tanga

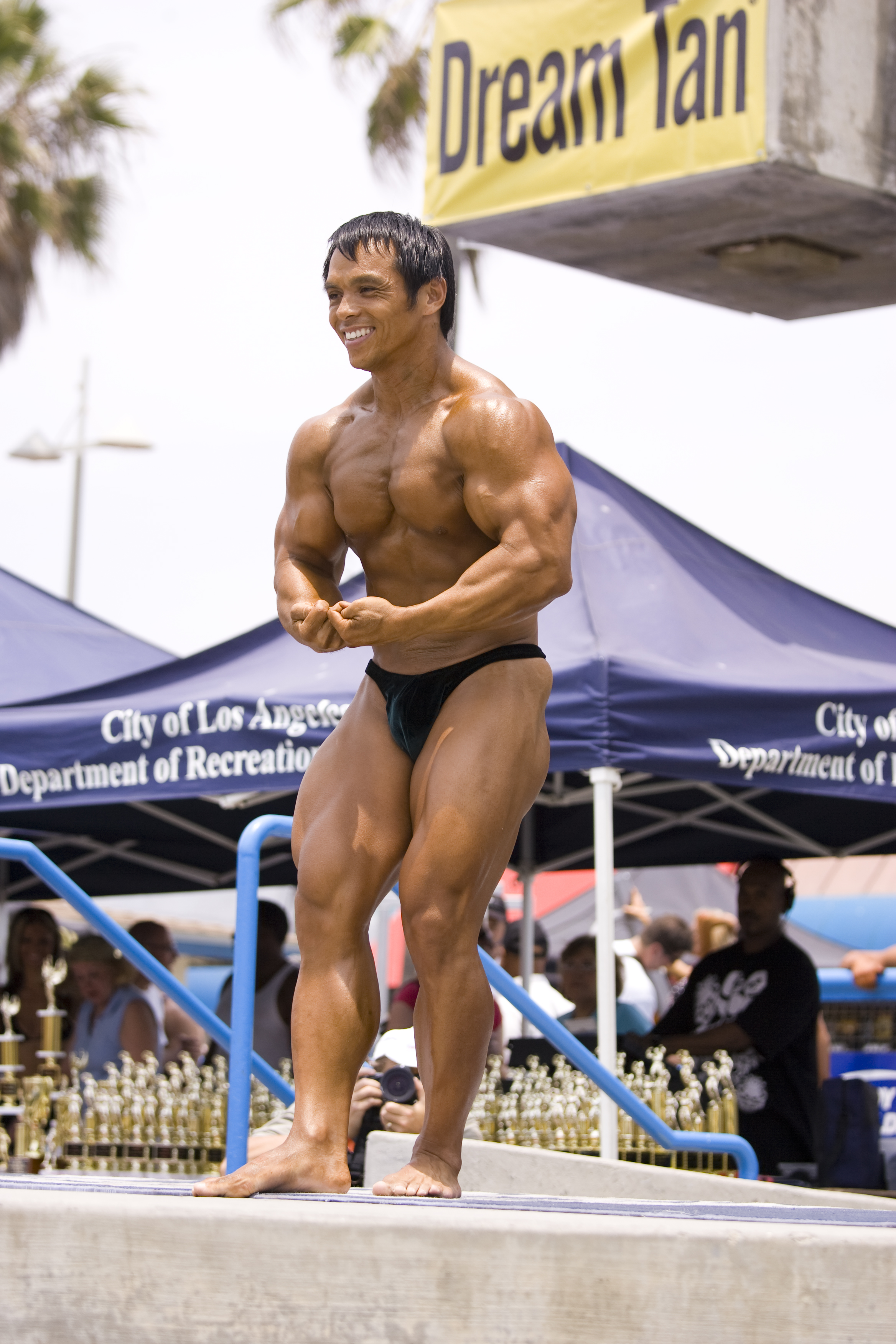
Un fisiculturista usando tanga masculina.

Aunque más usado por las mujeres, el tanga o colaless, también puede ser utilizado como prenda interior para hombres. Marcas reconocidas comercializan tangas para hombres. De acuerdo con una encuesta, un 4% de los hombres estadounidenses dicen que los tangas son su calzoncillo favorito, y un 20% admite usarlos. Entre los motivos aducidos, algunos dicen preferir tangas porque cuando usan jeans ajustados, no se ven marcas de ropa interior.
En algunos países esta prenda genera prejuicios atendiendo a patrones culturales respecto a la sexualidad en el género masculino, por lo cual se prefiere reservar su uso exclusivamente para las mujeres.

## No usar calzoncillos
El acto de no usar calzoncillos debajo de la ropa exterior es conocido en la jerga estadounidense como going comando para ambos sexos,  free-balling (con las bolas libres) para hombres y free-buffing para mujeres. El acto de una mujer que no usa sostén a veces se denomina free-boobing.
Los orígenes de la frase go commando (ir al comando o ir en plan comando) son inciertos, y algunos especulan que puede referirse a estar “a la intemperie” o “listo para la acción”. El uso moderno se remonta en los Estados Unidos a estudiantes universitarios alrededor de 1974, donde esto fue tal vez asociado con los soldados en la guerra de Vietnam, que tenían fama de ir sin ropa interior para “aumentar la ventilación y reducir la humedad”. La frase estaba en uso en el Reino Unido antes de ese entonces, refiriéndose principalmente a las mujeres, desde finales de la década de 1960. Se ha sugerido que la conexión con el Reino Unido y las mujeres se vincula a un eufemismo de la Segunda Guerra Mundial para las prostitutas que trabajaban en el West End de Londres, que se denominaron “Piccadilly Commandos”. El término se volvió a popularizar después de aparecer en un episodio de la serie estadounidense Friends en 1996.
En 2014, durante una encuesta de acceso abierto basada en Internet, las revistas 60 Minutos  y Vanity Fair preguntaron a los visitantes de sus sitios web la siguiente interrogante: ¿Con qué frecuencia “vas en plan comando”? El 7% de los participantes dijo que hacían eso todo el tiempo, una cuarta parte dijo hacerlo al menos ocasionalmente, mientras que el 39% dijo que nunca, y el 35% dijo que no sabían el significado del término.
Algunas personas optan por no usar calzoncillos, una práctica a veces denominada “ir al comando”, por comodidad, para permitir que sus ropas exteriores (particularmente aquellas que son ajustadas a la figura corporal) se vean más favorecedoras, para evitar crear una línea de bragas, porque les resulta sexualmente excitante la idea de estar completamente desnudos bajo su ropa exterior (o excitar sexualmente a otra persona al decírselo o insinuárselo) o porque simplemente no ven ninguna necesidad de usarlos. Ciertos tipos de ropa, como pantalones cortos de ciclismo y faldas escocesas, están diseñados para usarse o tradicionalmente se usan sin calzoncillos. Esto también se aplica a la mayoría de la ropa usada como ropa de dormir y como traje de baño.
La práctica de no usar calzoncillos llegó a ser incluso obligatoria para los soldados escoceses durante la Primera Guerra Mundial, ya que diariamente un oficial superior inspeccionaba el regimiento y tenía un espejo para mirar debajo de las faldas. Cualquier persona que se encontrara usando calzoncillos sería enviada de vuelta para quitárselos. Posteriormente la falda se conservó como el uniforme formal de los regimientos. Esta práctica condujo a un incidente en 1997 durante una ceremonia militar en Hong Kong, cuando las condiciones del viento hicieron que la falda de un soldado de Black Watch se levantara, provocando que sus glúteos desnudos quedaran a la vista y exponiendo al soldado frente a la prensa.
Un caso que se hizo internacionalmente famoso de alguien que no usa ropa interior es Lenny Kravitz, quien en agosto de 2015, durante un solo de guitarra en un concierto en Estocolmo, se sentó en cuclillas abajo, causando que el cuero de sus pantalones se rasgara. Debido a que Kravitz no llevaba ropa interior, sus genitales fueron brevemente expuestos a la audiencia. Él no enfrentó ninguna repercusión legal por el incidente.